# 神岬漁港
神岬漁港（こうざきぎょこう）は、北海道積丹郡積丹町大字神岬町にある第1種漁港である。
景勝地として名高い神威岬に近く、ニセコ積丹小樽海岸国定公園の一部である。積丹半島を縁取る国道229号の旧道に面し、現道からは見えにくい位置にある。
漁港の原型は、明治期に地元のニシン網元が私財を投じて築設した「袋澗（ふくろま）」で、網元のニシン漁の拠点として使用されたが、戦後、ニシン漁廃業時に地元住民が使用できる漁港として整備された。現在も港内に袋澗時代の堤が一部残存している。
近年は、穴場の釣りスポットとしても知られている。

## 概要
- 管理者‐北海道
- 漁業協同組合‐東しゃこたん漁業協同組合積丹支所
- 漁港番号‐1112130
- その他‐海岸法第５条第４項の漁港区域に接する海岸保全区域指定済漁港

## 沿革
- 明治後期‐「袋澗」築設される
- 1952年（昭和27年）10月6日‐第1種漁港に指定
- 1988年（昭和63年）12月17日‐漁港区域変更

## 主な魚種
- カレイ
- ホッケ
- ウニ
- アワビ
- マメイカ
- アブラコ（アイナメ）